# Grigorije Božović
Grigorije Božović cyr. Григорије Божовић (ur. 15 listopada 1880 w Pridvoricy, zm. 4 stycznia 1945 w Belgradzie) – jugosłowiański pisarz i teolog, pochodzenia serbskiego.

## Życiorys
Był synem czetnickiego wojewody Vukajlo Božovicia. Studiował w Prizrenie, Skopju, Konstantynopolu i w Akademii Duchownej w Moskwie. Po powrocie do kraju w 1905 otrzymał stanowisko profesora w seminarium teologicznym w Prizrenie. W tym czasie ożenił się z nauczycielką Vasiliją, z którą miał córkę Vukosavę. W latach 1913-1919 był sekretarzem gminy Prizren. W 1934 został wybrany do Rady Patriarszej, działającej przy ówczesnym patriarsze Serbskiego Kościoła Prawosławnego Barnabie.
W okresie międzywojennym działał w Niezależnej Partii Demokratycznej, w latach 1924-1927 reprezentował ją w parlamencie Królestwa SHS. W 1926, w artykule opublikowanym w prasie obraził ówczesnego ambasadora Albanii w Królestwie SHS - Ceno beja Kryeziu. W przekonaniu Božovicia osoba, która wcześniej odpowiadała za rabowanie serbskich klasztorów nie powinna pełnić tej funkcji. Sprawa sądowa o zniesławienie dyplomaty obcego kraju została umorzona po jego śmierci. O napisanie artykułu o etnopsychologii Arnautów (Albańczyków) zwrócił się do Božović w 1927 geograf Jovan Cvijić, ale pomysł nie doczekał się realizacji.
W 1937 założył Stowarzyszenie Pisarzy Belgrad-Zagrzeb-Lublana, promując ideę współpracy narodów Jugosławii. Tuż przed wybuchem wojny Božović stanął na czele belgradzkiego Pen Clubu, po śmierci Milana Rakicia. Po przejęciu władzy przez komunistów w 1944, Božović został aresztowany i osadzony w więzieniu przy ulicy Đušina w Belgradzie. 29 grudnia 1944 został skazany przez sąd wojskowy na karę śmierci i konfiskatę mienia za współpracę z okupantem. Oskarżenie odwoływało się do wydarzeń z 1942, kiedy Božović czytał swoje teksty we włoskim klubie oficerskim. W styczniu 1945 został zastrzelony w piwnicy więzienia w Belgradzie. 4 kwietnia 2008 został zrehabilitowany przez Sąd Okręgowy w Belgradzie

## Twórczość
Grigorije Božović był jednym z najbardziej cenionych pisarzy w okresie międzywojennym. Pisał głównie opowiadania i dzienniki podróży. Przez wiele lat publikował w czasopiśmie Politika. Pierwszy zbiór opowiadań wydał w 1908. Większość jego tekstów odnosiła się do życia codziennego ludności Kosowa i Macedonii. Twórczość Božovicia, zebrana w dwóch tomach została wydana w 2016, w opracowaniu Jordana Risticia.